# Fundación Europea para la Gestión de la Calidad
Fundación Europea para la Gestión de la Calidad (EFQM por sus siglas en idioma inglés, European Foundation Quality Management) es una fundación sin ánimo de lucro con sede en Bruselas, establecida en 1989 para aumentar la competitividad de la economía europea. El empuje inicial para formar EFQM fue una respuesta al trabajo de W. Edwards Deming y el desarrollo de los conceptos de gestión de la calidad total.

## Historia
La declaración de intenciones para fundar la EFQM fue firmada en octubre de 1988 por los 14 dirigentes empresariales europeos siguientes:
| Compañía          | Representante empresarial |
| ----------------- | ------------------------- |
| Robert Bosch GmbH | K. Eckert                 |
| BT Group          | I.D.T. Vallance           |
| Bull              | F. Lorentz                |
| Ciba-Geigy AG     | H. Lippuner               |
| Dassault Aviation | S. Dassault               |
| Electrolux        | Un. Scharp                |
| Fiat              | U. Agnelli                |
| KLM               | J.F.Un. de Soet           |
| Nestlé            | R. Morf                   |
| Olivetti          | C. De Benedetti           |
| Philips           | C.J. van der Klugt        |
| Renault           | R.H. Lévy                 |
| Sulzer            | F. Fahrni                 |
| Volkswagen        | Carl H. Hahn              |

La fundación se formó en 1989, con 67 miembros. La primera versión del Modelo de Excelencia EFQM se creó por un grupo de expertos de varios sectores e instituciones académicas y se lanzó en 1992. Sirvió de marco para las solicitudes evaluadas durante el Premio de Europeo de Calidad, los premios europeos de calidad de Europa.

## Actividades
EFQM proporciona contactos, formación, y galardones, utilizando un marco llamado el Modelo de Excelencia EFQM.

## Modelo de excelencia EFQM
El Modelo de excelencia EFQM es un marco práctico y no prescriptivo para la gestión organizacional, promovido por el EFQM y diseñado para ayudar a las organizaciones a ser más competitivas.
Independientemente del sector, tamaño, estructura o madurez, las organizaciones necesitan establecer sistemas de gestión apropiadas para ser exitosas. El modelo de excelencia EFQM es una herramienta que ayuda a las organizaciones a hacer esto midiendo donde están en su camino a la excelencia, ayudándoles a entender las carencias, y proponiendo soluciones.
Un número de estudios de investigación han detectado la correlación entre la adopción de modelos integrales como el modelo de excelencia EFQM, y la mejora de resultados organizativos. La mayoría de tales estudios muestra un vínculo positivo. Uno de los más extensos de ellos fue llevado a cabo por Vinod Singhal del Instituto de Tecnología de Georgia y Kevin Hendricks de la Universidad de William y Mary.
El modelo EFQM proporciona un marco que permite a las organizaciones determinar su actual "nivel de excelencia" y donde necesitan mejorar sus esfuerzos. El modelo también ayuda para asegurar que la toma de decisiones empresariales incorporen las necesidades de todas las partes interesadas y alinearse con los objetivos de la organización.
El modelo EFQM actúa como referencia común. Proporciona a sus usuarios un conjunto de herramientas de mejora del rendimiento en función de lo que ellos quieran conseguir para mantener el éxito empresarial. El modelo se revisa regularmente para incorporar ideas nuevas, conceptos y lecciones aprendidas. La última revisión se publicó en 2013.
El modelo EFQM se usa para obtener una vista completa del rendimiento organizativo y para entender las relaciones de causa-efecto entre qué organizaciones lo hacen y qué resultados logran. 

### Componentes
El modelo consta de tres componentes:
- Ocho conceptos fundamentales o principios clave de gestión que conducen al éxito sostenible[4]
  1. Añadir valor para los clientes
  2. Crear un futuro sostenible
  3. Desarrollar la capacidad de la organización
  4. Aprovechar la creatividad y la innovación
  5. Liderar con visión, inspiración e integridad
  6. Gestionar con agilidad
  7. Alcanzar el éxito mediante el talento de personas
  8. Mantener en el tiempo resultados sobresalientes
- Nueve criterios, agrupados en cinco "agentes facilitadores" (liderazgo, personas, estrategia, alianzas y recursos, y procesos, productos y servicios) y cuatro "resultados" (personas, cliente, sociedad, y resultados empresariales)[5][6]
- El Esquema Lógico REDER, se basa en el ciclo de mejora continua utilizado por EFQM.[7]  Está basado originalmente en el ciclo PDCA.
  - Establecer los Resultados que quiere lograr como parte de la estrategia.
  - Planificar y desarrollar una serie de Enfoques que lleven a obtener los resultados requeridos ahora y en el futuro.
  - Desplegar las enfoques de manera sistemática para asegurar su implantación.
  - Evaluar, Refinar y Perfeccionar los enfoques desplegados basándose en el seguimiento y análisis de los resultados alcanzados y en las actividades continuas de aprendizaje.

### Aplicación
El modelo está siendo utilizado por unas 30000 organizaciones de Europa. En años recientes, más y más los países empezaron implementar el Modelo, especialmente a través de Oriente Medio y América del Sur.

Todas las organizaciones europeas, tanto del sector público como privado, están buscando nuevas oportunidades. El incremento de la presión para competir en un escenario global con recursos limitados significa que tenemos que trabajar de manera conjunta para asegurarnos un futuro próspero para las generaciones venideras. El Modelo de Excelencia EFQM proporciona un marco que fomenta la cooperación, la colaboración y la innovación que necesitamos para asegurarnos que este objetivo se cumpla.
Herman Van Rompuy

## Premio de Excelencia EFQM
El Premio de Excelencia EFQM se promueve anualmente por EFQM.  Fue diseñado para reconocer a las organizaciones que han conseguido un nivel sostenible excepcional de excelencia, basado sobre la evaluación en base al Modelo de Excelencia EFQM.